# Hemiramphus brasiliensis
Hemiramphus brasiliensis is een straalvinnige vissensoort uit de familie van de halfsnavelbekken (Hemiramphidae).De wetenschappelijke naam is gepubliceerd in 1758 door Linnaeus in de tiende editie van Systema naturae.